# Andreas Senn (Koch)
Andreas Senn (* 6. Januar 1980 in Grieskirchen) ist ein österreichischer Koch.

## Werdegang
Nach der Lehre im Wellnesshotel Schalber in Serfaus und diversen Stationen im In- und Ausland wechselte Senn 2004 zu Roland Trettl im Restaurant Ikarus in Salzburg (ein Michelinstern), wo er Souschef wurde.
2010 wechselte er in das Restaurant Heimatliebe im A-rosa Kitzbühel.
2015 öffnete er sein Restaurant Senns im Gusswerk in Salzburg, das 2015 mit einem Michelinstern und seit 2016 mit zwei Michelinsternen ausgezeichnet wurde.
Andreas Senn lebt in Partnerschaft und hat 2 Kinder.

## Auszeichnungen
- 2015: Ein Michelinstern für das Restaurant Senns
- 2015: Falstaff Neueinsteiger des Jahres
- 2016: Koch des Jahres, 4 von 5 Hauben, Der Große Restaurant & Hotel Guide
- 2016: Zwei Michelinsterne für das Restaurant Senns
- 2018: 18 Punkte, Gault Millau 2019